# Resolució 583 del Consell de Seguretat de les Nacions Unides
La Resolució 583 del Consell de Seguretat de les Nacions Unides, aprovada per unanimitat el 18 d'abril de 1986 després de recordar les resolucions anteriors del Consell sobre el tema, així com l'estudi de l'informe del Secretari General de les Nacions Unides sobre la Força Provisional de les Nacions Unides a Líban (FPNUL) aprovada a la Resolució 426 (1978), el Consell va decidir prorrogar el mandat de la FPNUL durant tres mesos més fins al 19 de juliol de 1986.
El Consell va tornar a refermar el mandat de la Força i va demanar al Secretari General que informés sobre els progressos realitzats en relació amb l'aplicació de les resolucions 425 (1978) i 426 (1978).